# جيم ماكسويل (معلق رياضي)
جيم ماكسويل (بالإنجليزية: Jim Maxwell)‏ هو معلق رياضي أسترالي، ولد في 28 يوليو 1950.